# Људевит Слани
Инж. Људевит Слани (слч. Ľudovít Slaný) је био професор и један од директора Гимназије Јан Колар, у којем је радио од 1920. до 24. јуна 1939.
Запослио се у гимназији 1920. Предавао је физику, хемију, француски језик, немачки језик и физичко васпитање. Функцију заступника директора је извршавао од 30. августа до 25. октобра 1923. године. Након ослобођења 1944, је живео у Новом Саду, где је радио као научни радник у Пољопривредном истраживачком уставу.
Умро је 17. јула 1963, у Новом Саду.